# Sept-Sorts
Sept-Sorts – miejscowość i gmina we Francji, w regionie Île-de-France, w departamencie Sekwana i Marna.
Według danych na rok 1990 gminę zamieszkiwały 314 osoby, a gęstość zaludnienia wynosiła 98 osób/km² (wśród 1287 gmin regionu Île-de-France Sept-Sorts plasuje się na 918. miejscu pod względem liczby ludności, natomiast pod względem powierzchni na miejscu 805.).